# Jean Dockx
Jean-Baptiste Dockx (* 24. Mai 1941 in Sint-Katelijne-Waver; † 15. Januar 2002 in Bonheiden) war ein belgischer Fußballspieler.

## Karriere

### 1958–1978
Er begann seine Karriere beim KV Mechelen, wo er 1958 als 17-Jähriger in der ersten Mannschaft debütierte. 1962 wurde er für ein Länderspiel der belgischen U-21-Nationalmannschaft gegen England einberufen, kam jedoch bei der 1:6-Niederlage gegen die Alterskollegen aus Großbritannien am 7. November 1962 nicht zum Einsatz. 1966 wechselte er zu Racing White Molenbeek, bis er sich 1971 dem RSC Anderlecht anschloss. Bei der Weltmeisterschaft 1970 in Mexiko und der Europameisterschaft 1972 in Belgien stand er im Aufgebot der belgischen Nationalmannschaft. In den Spielen zur EM-Qualifikation hatte er in der Gruppe 5 gegen die Konkurrenten aus Portugal, Schottland und Dänemark zwar nur zwei Spiele für die von Trainer Raymond Goethals trainierte Nationalmannschaft absolviert, aber in den zwei Viertelfinalspielen im April 1971 in Mailand (0:0) und im Mai 1972 in Brüssel (2:1) gegen Italien stabilisierte er das belgische Mittelfeld zusammen mit Wilfried van Moer und Jan Verheyen. Im Halbfinalspiel am 14. Juni 1972 in Antwerpen gegen das DFB-Team von Helmut Schön hatte er es mit seinen Mittelfeldkollegen Verheyen und Léon Semmeling mit dem deutschen MF-Trio Herbert Wimmer, Günter Netzer und Uli Hoeneß zu tun. Mit zwei Toren von Torjäger Gerd Müller setzte sich Deutschland durch und zog in das Finale ein. Dockx bestritt mit seinen Kameraden einen Tag zuvor, den 17. Juni in Lüttich, gegen Ungarn das Spiel um Platz 3. Hier setzte sich Belgien mit Toren von Raoul Lambert und Paul van Himst mit 2:1 Toren durch und errang damit den 3. Rang der Europameisterschaft 1972. Zwischen 1967 und 1975 bestritt Jean Dockx 35 Länderspiele, in denen er drei Tore erzielte. 1976 und 1978 gewann er mit dem RSC Anderlecht den Europapokal der Pokalsieger. 1977 stand er mit Anderlecht ebenfalls im Finale dieses Wettbewerbes, welches jedoch mit 0:2 gegen den Hamburger SV verloren wurde.
1978 beendete er nach 394 Ligaspielen, in denen er 45 Tore schoss und 38 Europapokalspielen seine Profikarriere.

### 1978–2002
Von 1978 bis 1980 war er als Spielertrainer für den viertklassigen KSV Bornem tätig. 1980 wechselte er zum FC Assent, bis er 1982 mit dem RWD Molenbeek erstmals einen Verein in der höchsten belgischen Spielklasse trainierte. Über Royal Antwerpen kam er 1984 zum RSC Anderlecht zurück, wo er unter Paul van Himst, mit dem er gemeinsam in der Nationalelf gespielt hatte, Assistenztrainer wurde. In dieser Funktion blieb er bis 1999. Als der RSC Anderlecht zu Beginn der Saison 1998/99 auf den letzten Tabellenplatz abgerutscht war, löste er seinen früheren Teamkollegen Arie Haan als Cheftrainer ab und führte den RSC gemeinsam mit Franky Vercauteren noch auf den dritten Platz und somit in den UEFA-Cup. Nach der Saison wurde er Technischer Direktor bei den Anderlechtern. Jean Dockx starb 2002 an einem Herzinfarkt in seinem Haus in Bonheiden.